# Live Mud
Live Mud  — первый концертный альбом американской гранж-группы 
Mudhoney, вышел в 2007 году на лейбле Sub Pop, записан 10 декабря 2005 года в Мехико во дворце спорта Palacio de los Deportes.

## Список композиций
1. Mudride
2. The Straight Life
3. I Saw the Light
4. No One Has
5. Our Time Is Now
6. Touch Me I'm Sick
7. On the Move
8. Suck You Dry
9. Hard-On for War
10. In & Out of Grace
11. Hate the Police

## Принимали участие в записи
- Марк Арм — вокал
- Стив Тёрнер — гитара
- Дэн Питерс — барабаны
- Гай Меддисон — бас-гитара